# Kanton Le Thillot
Kanton Le Thillot (fr. Canton du Thillot) je francouzský kanton v departementu Vosges v regionu Grand Est. Skládá se z deseti obcí. Před reformou kantonů 2014 ho tvořilo osm obcí.

## Obce kantonu
od roku 2015:
- Bussang
- Dommartin-lès-Remiremont
- Ferdrupt
- Fresse-sur-Moselle
- Le Ménil
- Ramonchamp
- Rupt-sur-Moselle
- Saint-Maurice-sur-Moselle
- Le Thillot
- Vecoux

před rokem 2015:
- Bussang
- Ferdrupt
- Fresse-sur-Moselle
- Le Ménil
- Ramonchamp
- Rupt-sur-Moselle
- Saint-Maurice-sur-Moselle
- Le Thillot